# Hermanos (canção)
Hermanos é uma canção composta por Fito Páez e Paulinho Moska que foi lançada como o primeiro single de trabalho do álbum Fito Paez & Moska: Locura Total, de 2015.
Ela recebeu uma indicação ao Grammy Latino de 2016 na categoria "Canção do Ano".

## Composição
Segundo Moska, essa foi a primeira composição em parceria dos 2. Quando os dois se encontraram a primeira vez para dar início ao processo de parceria que desembocaria no disco, o argentino foi até seu piano e tocou a melodia de “Hermanos” que acabara de compor, mas que ainda não tinha versos. Já de volta ao Rio, Moska completou a música escrevendo a letra.

## Videoclipe
O videoclipe da canção foi gravado nas versões em português e em espanhol, e foi gravado em Buenos Aires.

## Prêmios e Indicações
| Ano  | Prêmio        | Categoria     | Resultado | Ref.  |
| ---- | ------------- | ------------- | --------- | ----- |
| 2016 | Grammy Latino | Canção do Ano | Indicado  | [ 1 ] |